# Qatar Airways

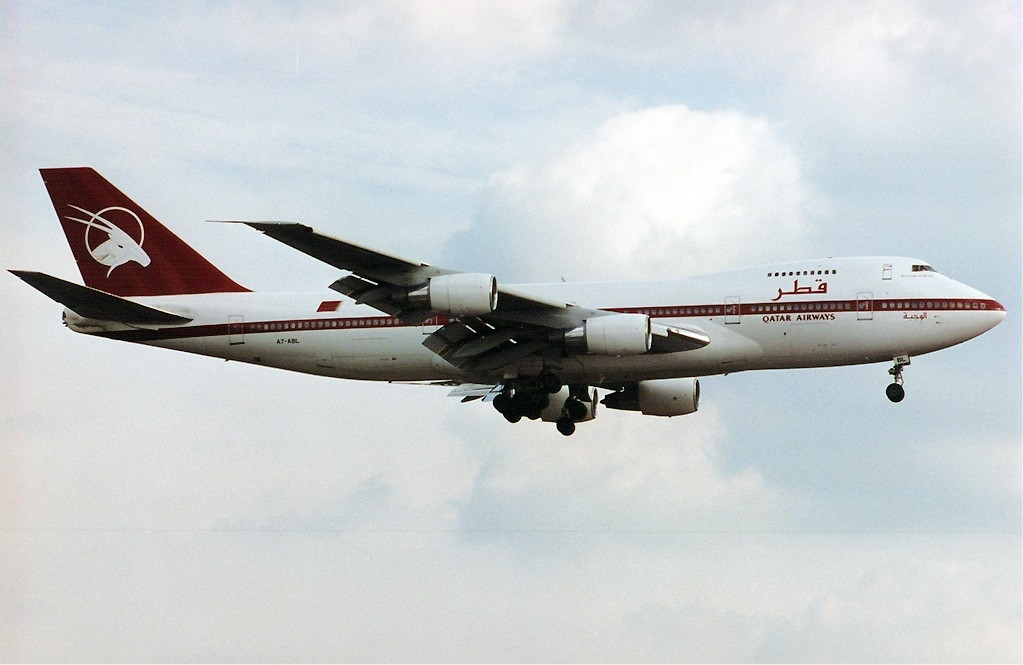
Een Boeing 747SR landend op Gatwick Airport. De Boeing 747SR was een van de eerste vliegtuigen van Qatar Airways

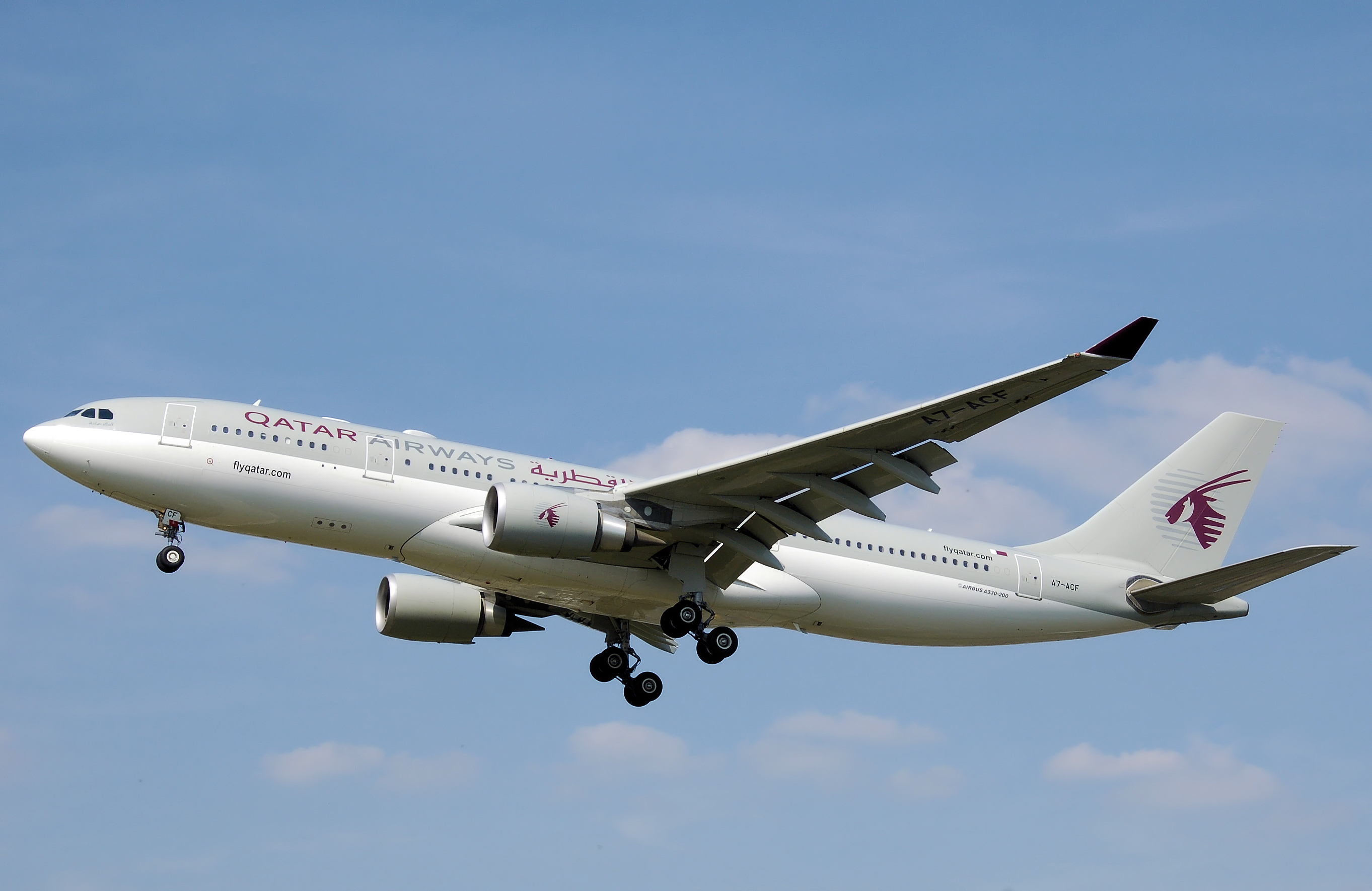
Een Airbus A330-200 van Qatar Airways in het oude kleurenschema

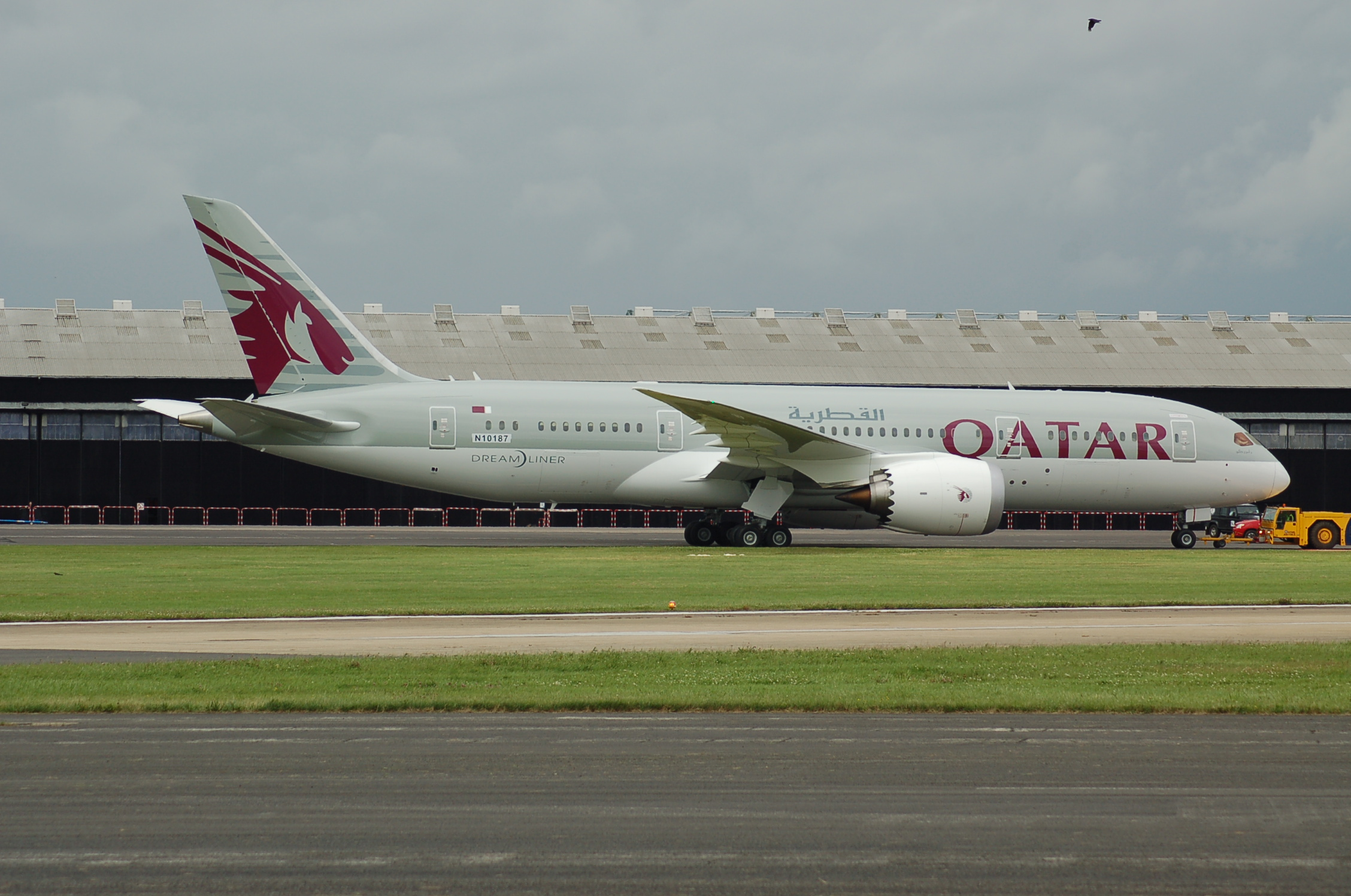
Een Boeing 787-8 van Qatar Airways

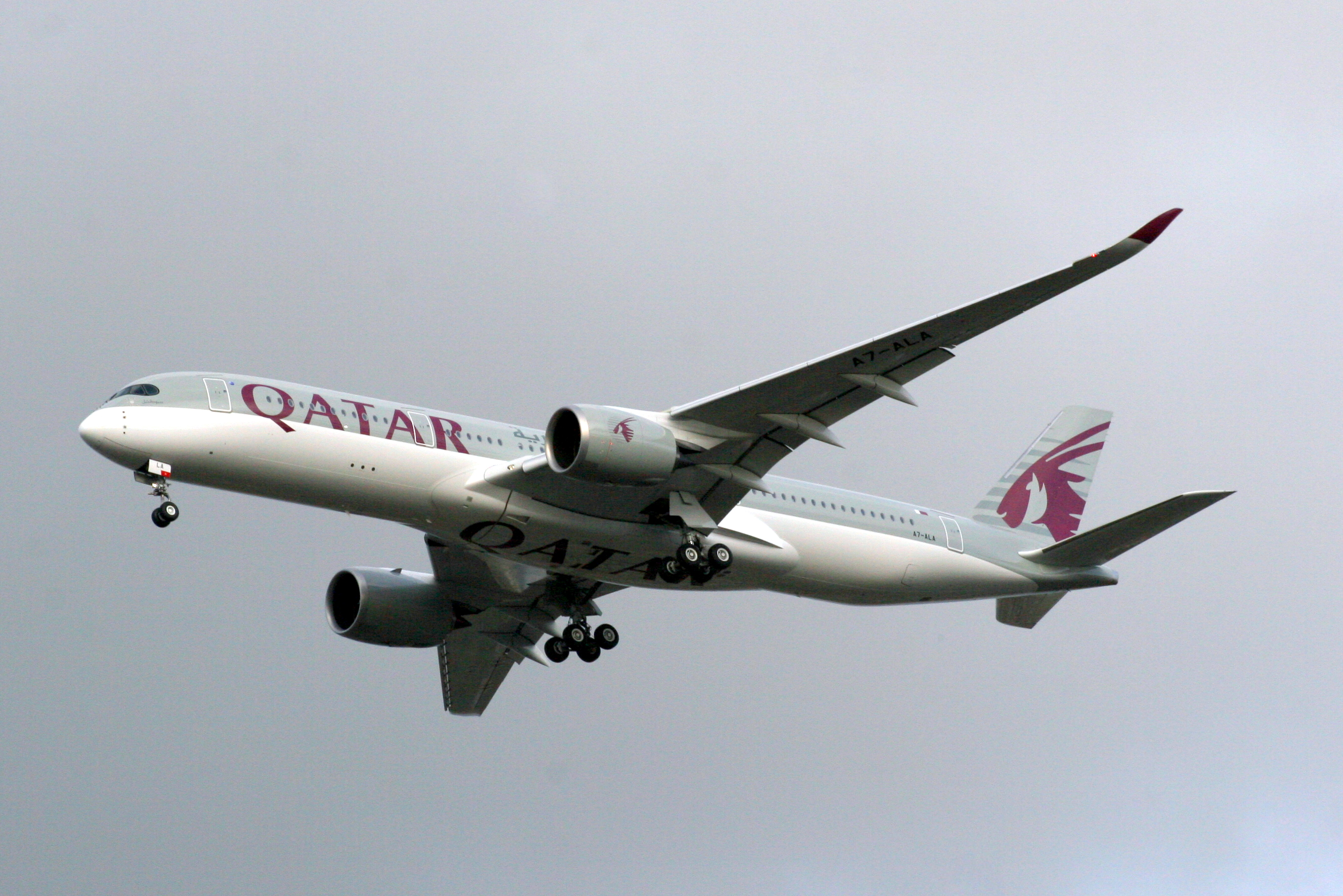
Pasgeleverde Airbus A350-900 van Qatar Airways maakt zich klaar voor een landing op Londen Heathrow Airport

Qatar Airways Company Q.C.S.C. (Arabisch القطرية, Al Qatariyah), opererend onder de naam Qatar Airways, is de nationale Luchtvaartmaatschappij van Qatar. Ze werkt met een hub-en-spoke-netwerk met als basis Doha. Ze vliegt naar meer dan 100 internationale bestemmingen met een vloot van ongeveer 150 vliegtuigen. Ze is een van de negen maatschappijen wereldwijd (en de enige in de regio) met een vijfsterrenbeoordeling door Skytrax. Op 30 oktober 2013 werd de luchtvaartmaatschappij volledig lid van de Oneworld alliantie.

## Geschiedenis
De onderneming werd in 1993 op initiatief van de koninklijke familie opgericht. De luchtvaartmaatschappij is vanaf 1994 actief en begon vluchten met een geleende Boeing 767-200ER van Kuwait Airways. In het begin had de koninklijke familie van Qatar alle aandelen in handen. Vanaf 1997 werd dit verlaagd naar 50%. Op 27 maart van dat jaar kreeg Qatar Airways haar eerste Airbus A300-600 en op 1 februari 1999 kreeg de luchtvaartmaatschappij haar eerste Airbus A320.
Qatar Airways is op 30 oktober 2013 toegetreden tot de luchtvaartalliantie Oneworld.
Op 30 april 2014 is het Hamad International Airport vliegveld in gebruik genomen. Eind mei 2014 is Qatar Airways, de grootste gebruiker van de nieuwe luchthaven, overgegaan.
In januari 2015 nam Qatar Airways een aandelenbelang van 9,99% in IAG, het moederbedrijf van British Airways. De transactiesom is niet bekend geworden, maar op basis van de slotkoers van IAG op de dag dat dit bekend werd gemaakt, is het belang £ 1,15 miljard waard. In juli 2016 verhoogd Qatar Airways het belang in IAG tot 20% en is daarmee de grootste aandeelhouder van IAG. In 2020 volgde een verdere uitbreiding waarmee het belang op 25% is uitgekomen.
Medio 2016 maakte het bekend een aandelenbelang van 10% te kopen in de Zuid-Amerikaanse luchtvaartmaatschappij LATAM. Voor 2 september zal LATAM nieuwe aandelen uitgeven. Qatar Airlines betaalde hiervoor US$ 10 per aandeel waarmee het aandelenvermogen van LATAM met US$ 613 miljoen is toegenomen.
In oktober 2016 bestelde Qatar Airways 30 Boeing 787-9 Dreamliners en 10 Boeing 777-300ERs. De order had een waarde van zo’n US$ 11,7 miljard op basis van catalogusprijzen. Verder tekende het bedrijf een contract met een optie voor 60 Boeing 737 MAX 8 vliegtuigen. Deze order had een cataloguswaarde van bijna US$ 7 miljard waarmee het totale orderbedrag ruim boven de US$ 20 miljard uitkwam.
Vanaf november 2023 is Badr Mohammed Al-Meer de bestuursvoorzitter. Hij volgde Akbar Al Baker op, hij was 27 jaar lang bestuursvoorzitter van Qatar Airways november 1996 tot november 2023.
In februari 2025 nam Qatar Airways een aandelenbeleng van 25% Virgin Australia. Virgin Australia zal een aantal diensten organiseren tussen diverse Australische steden en Doha.
Op 14 mei 2025 plaatste Qatar Airways een order voor 210 vliegtuigen bij Boeing. De order bestaat uit 130 B 787 Dreamliners, 30 Boeing 777-9 en verder een optie op nog eens 50 B 787 en 777X vliegtuigen. Op het moment van de order, telde Qatar Airways meer dan 150 Boeing toestellen en met deze bestelling wordt Qatar Airways de grootste gebruiker van de B 787 Dreamliner in het Midden-Oosten.

## Bestemmingen
Anno 2015 vliegt Qatar Airways naar 146 bestemmingen in Afrika, Australië, Azië, Europa, Noord-Amerika en Zuid-Amerika. Hiermee is het een van de weinige luchtvaartmaatschappijen die naar 6 werelddelen vliegt. Vanaf 16 juni 2015 vliegt Qatar Airways dagelijks op Amsterdam.

### Codeshare overeenkomsten
Qatar Airways heeft codeshare overeenkomsten met, onder andere, de volgende luchtvaartmaatschappijen:
| - All Nippon Airways - American Airlines - Asiana Airlines - British Airways - Bangkok Airways - Cathay Pacific - Finnair - IndiGo | - Japan Airlines - JetBlue Airways - Kuwait Airways - LATAM - Malaysia Airlines - Middle East Airlines - Oman Air - Royal Air Maroc |

### Interliningsovereenkomsten
Qatar Airways heeft interliningsovereenkomsten met de volgende luchtvaartmaatschappijen:
- Porter Airlines
- Precision Air

## Vloot

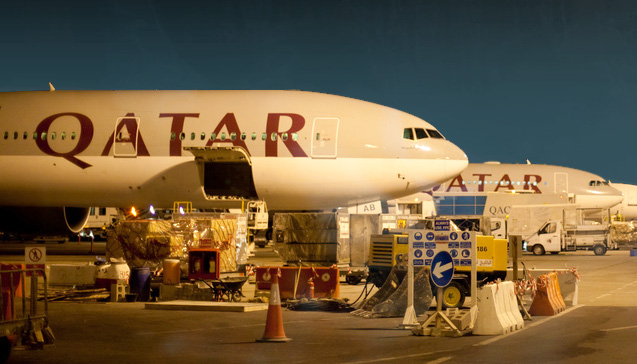
Qatar Airways Boeing 777-300ER op Doha International Airport, Qatar

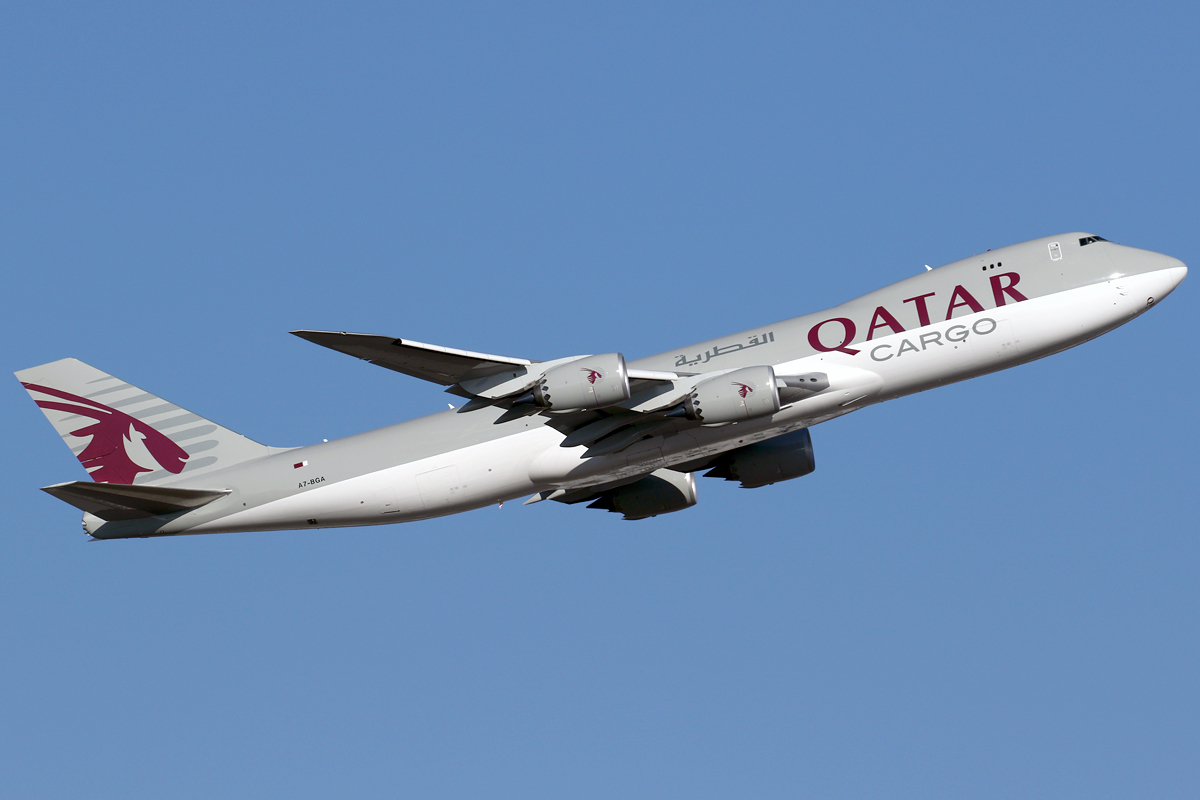
Qatar Airways Boeing 747-8F op Frankfurt Airport, Duitsland

De huidige vloot van Qatar Airways bestaat in april 2018 uit:
| Vliegtuig                 | In Gebruik | Orders | Configuratie | Configuratie | Configuratie | Configuratie | Opmerkingen          |
| Vliegtuig                 | In Gebruik | Orders | F            | J            | Y            | Totaal       | Opmerkingen          |
| ------------------------- | ---------- | ------ | ------------ | ------------ | ------------ | ------------ | -------------------- |
| Airbus A319-100LR         | 2          | —      | —            | 8            | 102          | 110          |                      |
| Airbus A319-100LR         | 2          | —      | —            | 40           | —            | 40           |                      |
| Airbus A320-200           | 35         | -      | —            | 12           | 132          | 144          |                      |
| Airbus A320-200           | 35         | -      | —            | 12           | 120          | 132          |                      |
| Airbus A321neo            | —          | 50     | n.n.b        | n.n.b        | n.n.b        | n.n.b        | In dienst vanaf 2019 |
| Airbus A321-200           | 6          | —      | —            | 12           | 170          | 182          |                      |
| Airbus A321-200           | 6          | —      | —            | 12           | 165          | 177          |                      |
| Airbus A321-200           | 6          | —      | —            | —            | 196          | 196          |                      |
| Airbus A330-200           | 7          | —      | 8            | 24           | 200          | 232          |                      |
| Airbus A330-200           | 7          | —      | 12           | 24           | 192          | 228          |                      |
| Airbus A330-200           | 7          | —      | —            | 24           | 236          | 260          |                      |
| Airbus A330-200           | 7          | —      | —            | 24           | 248          | 272          |                      |
| Airbus A330-300           | 13         | —      | 12           | 24           | 223          | 259          |                      |
| Airbus A330-300           | 13         | —      | —            | 30           | 275          | 305          |                      |
|                           |            | —      | —            |              |              |              |                      |
| Airbus A350-900           | 34         | 21     | —            | 36           | 247          | 283          | Launch customer      |
| Airbus A350-1000          | 19         | 37     | —            | 46           | 281          | 327          |                      |
| Boeing 777-200LR          | 9          | —      | —            | 42           | 217          | 259          |                      |
| Airbus A380-800           | 10         | 2      | 8            | 48           | 461          | 517          |                      |
| Boeing 777-300ER          | 48         | 12     | —            | 42           | 293          | 335          |                      |
| Boeing 777-300ER          | 48         | 12     | —            | 42           | 312          | 354          |                      |
| Boeing 777-300ER          | 48         | 12     | —            | 24           | 356          | 380          |                      |
| Boeing 777-8X             | —          | 10     | n.n.b        | n.n.b        | n.n.b        | n.n.b        |                      |
| Boeing 777-9X             | —          | 50     | n.n.b        | n.n.b        | n.n.b        | n.n.b        | met nog 50 opties    |
| Boeing 787-8              | 30         | —      | —            | 22           | 232          | 254          |                      |
| Boeing 787-9              | —          | 30     | n.n.b        | n.n.b        | n.n.b        | n.n.b        |                      |
| Qatar Airways Cargo vloot |            |        |              |              |              |              |                      |
| Airbus A330-200F          | 8          | 8      | Vracht       | Vracht       | Vracht       | Vracht       |                      |
| Boeing 777-F              | 13         | 3      | Vracht       | Vracht       | Vracht       | Vracht       |                      |
| Boeing 747-F              | 1          | 1      | Vracht       | Vracht       | Vracht       | Vracht       |                      |
| Totaal                    | 206        | 224    |              |              |              |              |                      |

### Geschiedenis van de luchtvloot
Door de jaren heen heeft Qatar Airways de volgende vliegtuigtypes gebruikt.
| Type              | In dienst | Uit dienst | Opmerkingen                                 |
| ----------------- | --------- | ---------- | ------------------------------------------- |
| Airbus A300-600RF | 1997      | 2013       | Vervangen door de Airbus A330-200F          |
| Airbus A310-200   | 1994      | 1995       | 2 geleased van Airbus Leasing               |
| Boeing 727-200Adv | 1995      | 1999       | Eerste vliegtuig gekocht door Qatar Airways |
| Boeing 747SR      | 1995      | 1998       | 2 gekocht van Boeing, ex-All Nippon Airways |

## Cabine

### First Class

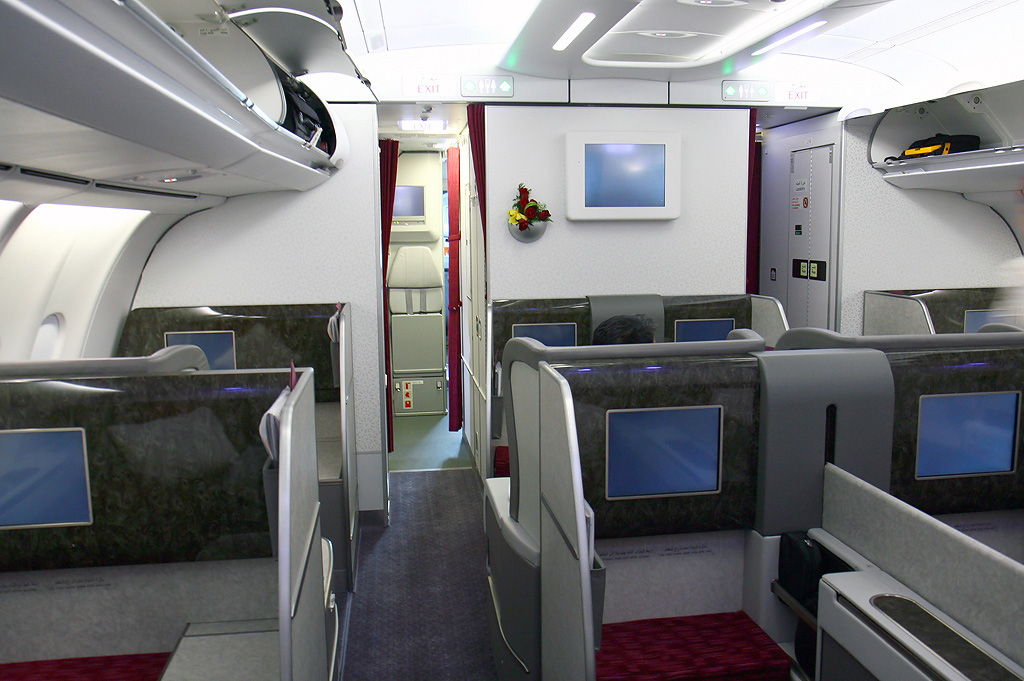
De First Class van Qatar Airways aan boord van een Airbus A340-600.

De First Class Van Qatar Airways heeft een bed dat 1,98 meter (6,5 Voet) lang is. De stoel van worden omgeklapt naar een bed en heeft Massagefuncties. De nieuwe First Class stoel aan boord van de A380 zal onder andere een tv-scherm hebben van 26-inch. De stoelen in First Class zijn in een 1-2-1 configuratie opgesteld.

### Business Class

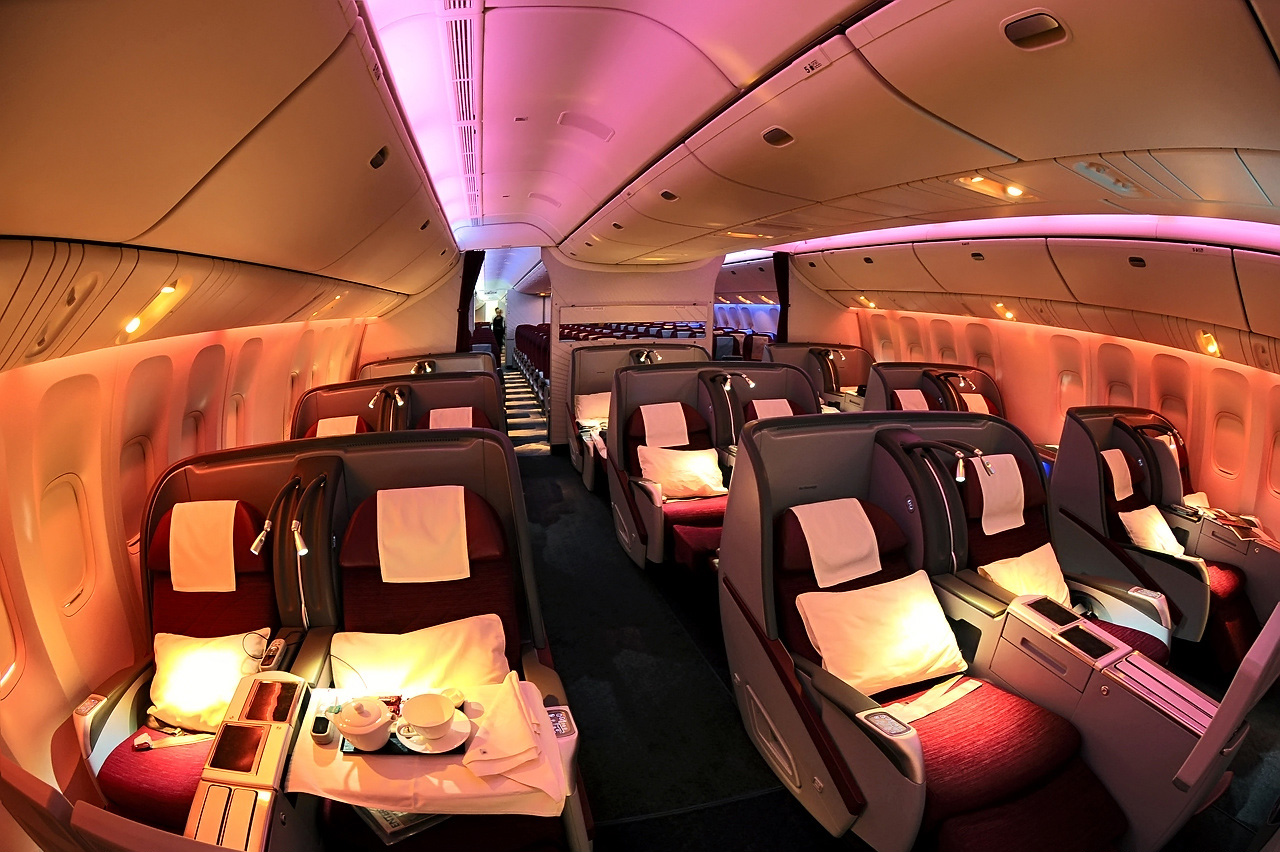
De Business Class van Qatar Airways aan boord van een Boeing 777-300ER.

De Business Class van Qatar Airways is in alle vliegtuigen van de luchtvaartmaatschappij te vinden. Aan boord van de Boeing 777 en 787 kan de stoel worden omgeklapt naar een bed, op de andere vliegtuigen kan de stoel tot 172 graden worden gekanteld.

### Economy Class
De Economy Class van Qatar Airways was de beste Economy Class in 2009 en 2010 volgens Skytrax. De Boeing 787 heeft een nieuwe Economy Class met touchscreen schermen, USB-poorten en GSM telefoon service. De stoelen op De Boeing 787 staan in een 3-3-3 opstellingen  zijn 43 centimeter breed.

### Persoonlijk Entertainmentsysteem
Het persoonlijk entertainmentsysteem heet Oryx Entertainment en alle toestellen zijn hiermee uitgerust.

## Privilege Club
Privilege Club is het Frequent flyer-programma van Qatar Airways. Ze werkt samen met Asiana Airlines' Asiana Club, Middle East Airlines' Cedar Miles and All Nippon Airways' Mileage Club frequent flyer programma. Ook werkt ze samen met sommige internationale Hotels en Autoverhuurbedrijven

## Sponsor
Qatar Airways sponsort ook verschillende evenementen. Zo is Qatar Airways de hoofdsponsor van voetbalclub PSG (Paris Saint-Germain). Dit jaar worden nog de FIFA - wereldbeker voetbal uitgereikt waarbij Qatar Airways ook aanwezig is als sponsor. Ook de wereldbeker voor vrouwenvoetbal wordt gesponsort door Qatar Airways.

## Trivia
- Qatar Airways won 'The World Airline Awards 2008' voor beste maatschappij in het Midden-Oosten en voor de beste cabin crew in het Midden-Oosten.
- Vanaf 2018 is Qatar Airways de shirtsponsor van AS Roma.
- Qatar Airways heeft ook een afdeling voor privévliegtuigen, namelijk Qatar Executive.
- Op 19 april 2007 werd een Airbus A300 met vliegtuigregistratie A7-ABV afgeschreven na een brand in de hangar van Abu Dhabi Aircraft Technologies.

Afriqiyah Airways · Air Algérie · Air Arabia · Air Cairo · Air Djibouti · Badr Airlines · EgyptAir · Emirates · Etihad Airways · flyadeal · flyEgypt · flynas · Gulf Air · Iraqi Airways · Jordan Aviation · Kuwait Airways · Libyan Airlines · Mauritania Airlines ·Middle East Airlines · Nesma Airlines · Nile Air · Nouvelair · Oman Air · Qatar Airways · Riyadh Air · Royal Air Maroc · Royal Jordanian · Saudia · Sudan Airways · Syrian Air · Tarco Aviation · Tassili Airlines · Tunisair · Yemenia